# 第二十七届超级碗
第二十七届超级碗（Super Bowl XXVII）是美国国家橄榄球联盟1992赛季的总决赛，由美联冠军布法罗比尔队对阵国联冠军达拉斯牛仔队。比赛于1993年1月31日在帕萨迪纳的玫瑰碗体育场举行。
最终，达拉斯牛仔队以52-17战胜布法罗比尔队，第三次夺得超级碗冠军。四分卫特洛伊·埃克曼（Troy Aikman）获得最有价值球员称号。